# Хокејашка лига СР Југославије
Хокејашка лига СР Југославије је највише хокејашко такмичење у Савезној Републици Југославији, у организацији Хокејашког савеза Југославије. Ово првенство се играло од распада СФРЈ 1991. до 2003, када је СР Југославија променила име у Србија и Црна Гора. Прво првенство је одиграно у сезони 1991/92, а освојила га је Црвена звезда. Укупно је одиграно дванаест сезона првенства СР Југославије у којима је Војводина била шампион шест пута, Црвена звезда четири пута и Партизан два пута.

## Клубови
| Клуб          | Град     | Арена                 | Капацитет | Основан |
| ------------- | -------- | --------------------- | --------- | ------- |
| Војводина     | Нови Сад | СПЕНС                 | 1,000     | 1957    |
| Црвена звезда | Београд  | Ледена дворана Пионир | 2,000     | 1946    |
| Партизан      | Београд  | Ледена дворана Пионир | 2,000     | 1948    |
| Спартак       | Суботица | Градско клизалиште    | 500       | 1945    |
| Нови Сад      | Нови Сад | СПЕНС                 | 1,000     | 1998    |
| Таш           | Београд  | Ледена дворана Пионир | 2000      | 1995    |

## Победници свих првенстава
| Сезона  | Шампион       | Вицешампион   |
| ------- | ------------- | ------------- |
| 1991/92 | Црвена звезда | Спартак       |
| 1992/93 | Црвена звезда | Спартак       |
| 1993/94 | Партизан      | Црвена звезда |
| 1994/95 | Партизан      | Црвена звезда |
| 1995/96 | Црвена звезда | Војводина     |
| 1996/97 | Црвена звезда | Војводина     |
| 1997/98 | Војводина     | Црвена звезда |
| 1998/99 | Војводина     | Нови Сад      |
| 1999/00 | Војводина     | Спартак       |
| 2000/01 | Војводина     | Партизан      |
| 2001/02 | Војводина     | Црвена звезда |
| 2002/03 | Војводина     | Нови Сад      |

## Успешност тимова
| Клуб          | Бр. титула | Сезоне                                                |
| ------------- | ---------- | ----------------------------------------------------- |
| Војводина     | 6          | 1997/98, 1998/99, 1999/00, 2000/01, 2001/02, 2002/03, |
| Црвена звезда | 4          | 1991/92, 1992/93, 1995/96, 1996/97,                   |
| Партизан      | 2          | 1993/94, 1994/95                                      |